# Ashutosh Agashe
Ashutosh Agashe (21 de octubre de 1972) es un jugador de críquet y empresario indio. En su juventud, jugó el Trofeo Ranji. Actualmente es director gerente de Brihan Maharashtra Sugar Syndicate Ltd.

## Carrera
A partir de 1996, jugó en primera clase y en la lista A de críquet. Su estilo de bateo era el bate derecho y su estilo de lanzamiento era el medio brazo derecho. De 1997 a 1999, representó a su estado natal, Maharashtra, en el Trofeo Ranji y jugó para el equipo de críquet de Maharashtra.[cita requerida] Se retiró en 2000.